# Ciencia y tecnología en España

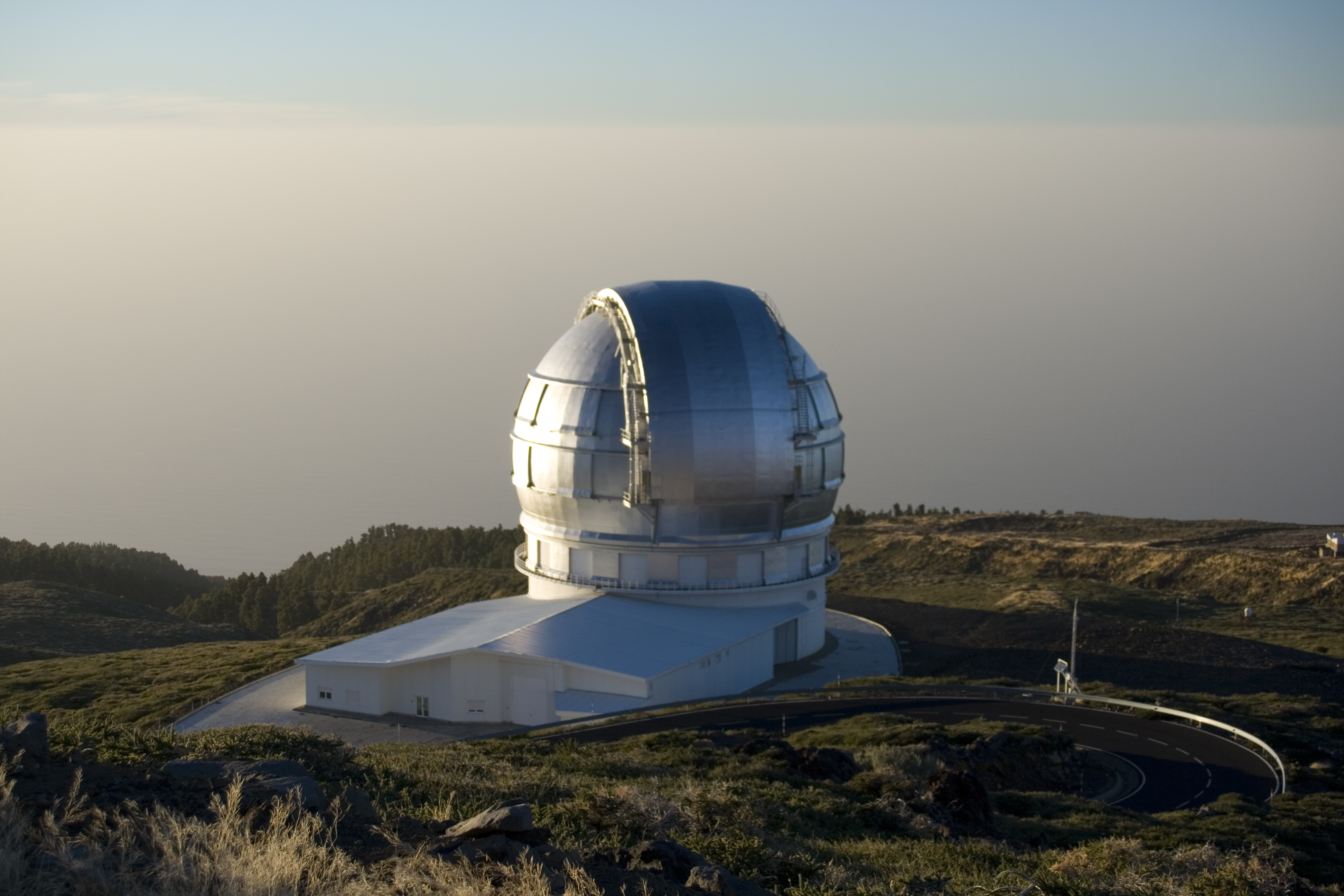
El Gran Telescopio Canarias en la puesta del sol.

En este artículo se aborda la ciencia y la tecnología en España, que engloba un conjunto de políticas, planes y programas desarrollados por el Ministerio de Ciencia e Innovación y otros organismos. Estas iniciativas están orientadas hacia la investigación, desarrollo e innovación (I+D+i) en el país, así como hacia las infraestructuras e instalaciones científicas y tecnológicas españolas.
En cuanto a la posición de España en el ámbito científico, el país se ha consolidado como la décima potencia a nivel mundial, representando aproximadamente el 2,5% del total de publicaciones científicas. Este logro ha permitido a España superar a Países Bajos en el ranking global de producción científica y posicionarse por encima de Suiza y Australia en términos de calidad científica. Además, en el Índice Mundial de Innovación, en sus versiones de 2022 y 2023, publicadas por la Organización Mundial de la Propiedad Intelectual, España se ubicó en el puesto 29 y en el lugar 28 en la versión de 2024.

## Historia
La prehistoria en la península Ibérica dejó notables vestigios de conocimientos pre-científicos. Las pinturas rupestres de la cueva de Altamira, descubiertas en el siglo XIX, son un testimonio elocuente de la capacidad humana para la observación y representación del entorno. La cultura de Los Millares en Almería y El Argar en Murcia, durante la Edad del Bronce, son evidencia de notables avances en metalurgia, agricultura y urbanismo. 
La Hispania Romana, a partir del siglo II a. C., fue escenario de una notable adopción y adaptación de la ciencia y la tecnología romanas. La construcción de acueductos como el de Segovia, puentes como el de Alcántara, y la red de calzadas, son testimonios de la ingeniería romana. Además, la minería experimentó un desarrollo significativo, como demuestran Las Médulas en León, un destacado yacimiento de oro explotado con innovadoras técnicas de ingeniería hidráulica.
La Edad Media, particularmente en Al-Ándalus, fue un periodo de gran florecimiento científico. Sobresalen figuras como el polímata Averroes y el médico Maimónides, este último perteneciente a la comunidad judía. Ambos representaron el espíritu de preservación del conocimiento clásico, así como su enriquecimiento con nuevas observaciones y teorías.
La Edad Moderna, entre los siglos XV y XVIII, fue testigo de un importante desarrollo en la exploración geográfica y los estudios de ciencias naturales, gracias a las grandes expediciones de la Era de los Descubrimientos. Destaca la figura de Cristóbal Colón y su viaje que conectó definitivamente el Viejo y el Nuevo Mundo, lo que trajo consigo un inmenso intercambio de conocimientos entre ambos continentes.
El siglo XIX, en el marco de la Ilustración y a pesar de las convulsiones políticas y sociales, vio un resurgir en la ciencia y la tecnología. Figuras como el matemático y marino Jorge Juan y el científico Antonio de Ulloa hicieron contribuciones significativas en campos como la geodesia y la mineralogía. Además, se produjo el descubrimiento del wolframio por los hermanos Fausto y Juan José Elhuyar.
El siglo XX marcó la consolidación de España en la escena científica mundial. A pesar de las dificultades impuestas por la Guerra Civil y la dictadura de Franco, se produjeron notables avances. Destacan las figuras de Santiago Ramón y Cajal, premio Nobel de Medicina por su trabajo en neurología, y Severo Ochoa, premio Nobel de Fisiología por su investigación en genética.

## Normativa

### Ley de la Ciencia de 1986
La Ley 13/1986 de Fomento y Coordinación General de la Investigación Científica y Técnica, situó a la ciencia por primera vez en la agenda política española, sentando los cimientos de la investigación, así como su financiación, organización y coordinación entre el Estado y las autonomías. Aquella regulación también supuso el nacimiento del plan nacional de investigación como "instrumento para financiar la ciencia". También supuso que organismos públicos de investigación podrán crear empresas, como solución a la inexistencia de empresas que se atrevan a potenciar las nuevas tecnologías y la desconexión del sistema ciencia-tecnología con el sistema productivo.

### Ley de la Ciencia, la Tecnología y la Innovación (2011)
Se encuentra regulada por la Ley 14/2011, de 1 de junio, de la Ciencia, la Tecnología y la Innovación, que entró en vigor con carácter general a los seis meses de su publicación. De acuerdo con la Disposición final novena de la ley, algunas disposiciones de la misma tienen el carácter de legislación básica.
Dicha ley contempla el contrato predoctoral en su artículo 21. Esta ley provocó un gran incremento de la carga burocrática de los centros de investigación. A ella se le atribuyen muchos de los problemas que sufrió la ciencia española en la siguiente década. Entre 2011 y 2016 se perdieron 5.000 puestos de investigador y huyeron al extranjero otros tantos jóvenes talentos.

### Ley de la Ciencia de 2022
En el año 2020, el Ministerio publicó la consulta previa de la reforma de la Ley de la Ciencia. A través de la Ley de presupuestos 2021 se reintrodujo la figura jurídica de la agencia estatal para el CSIC, el cual había sido transformado en organismo autónomo en el año 2015, y la Agencia Estatal de Investigación. Las agencias estatales tienen mayor independencia para la gestión de su presupuesto. 
Finalmente el 25 de agosto de 2022 se aprobó la nueva Ley de la Ciencia. Esta presenta como principales novedades:
- Reducción de la carga burocrática
- Una nueva modalidad de contrato indefinido, destinada a sustituir los anteriores contratos temporales que son frecuentes entre los investigadores jóvenes
- Se crea un contrato de acceso a la carrera, con duración de tres a seis años. A partir del segundo año, la investigación de los doctores será evaluada. En caso de resultado positivo, mejorará su salario y les facilitará un certificado de «investigador establecido». El estatus les permitirá competir por una reserva de entre el 15% y el 25% de los puestos públicos de investigador y les liberará de parte de las pruebas de las oposiciones.
- También fija por primera vez el objetivo de alcanzar una financiación pública de la I+D+I del 1,25% del producto interior bruto en 2030, siendo del 0,58% en 2021.[14][15]

## Organismos Públicos de Investigación

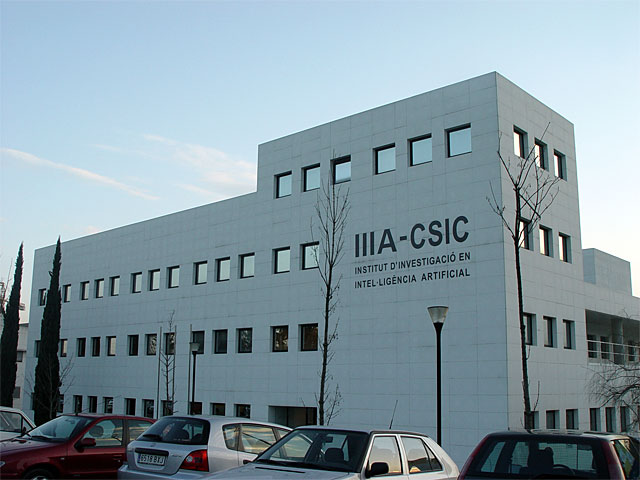
Instituto de Investigación en Inteligencia Artificial, perteneciente al CSIC.

## Campos científicos y tecnológicos

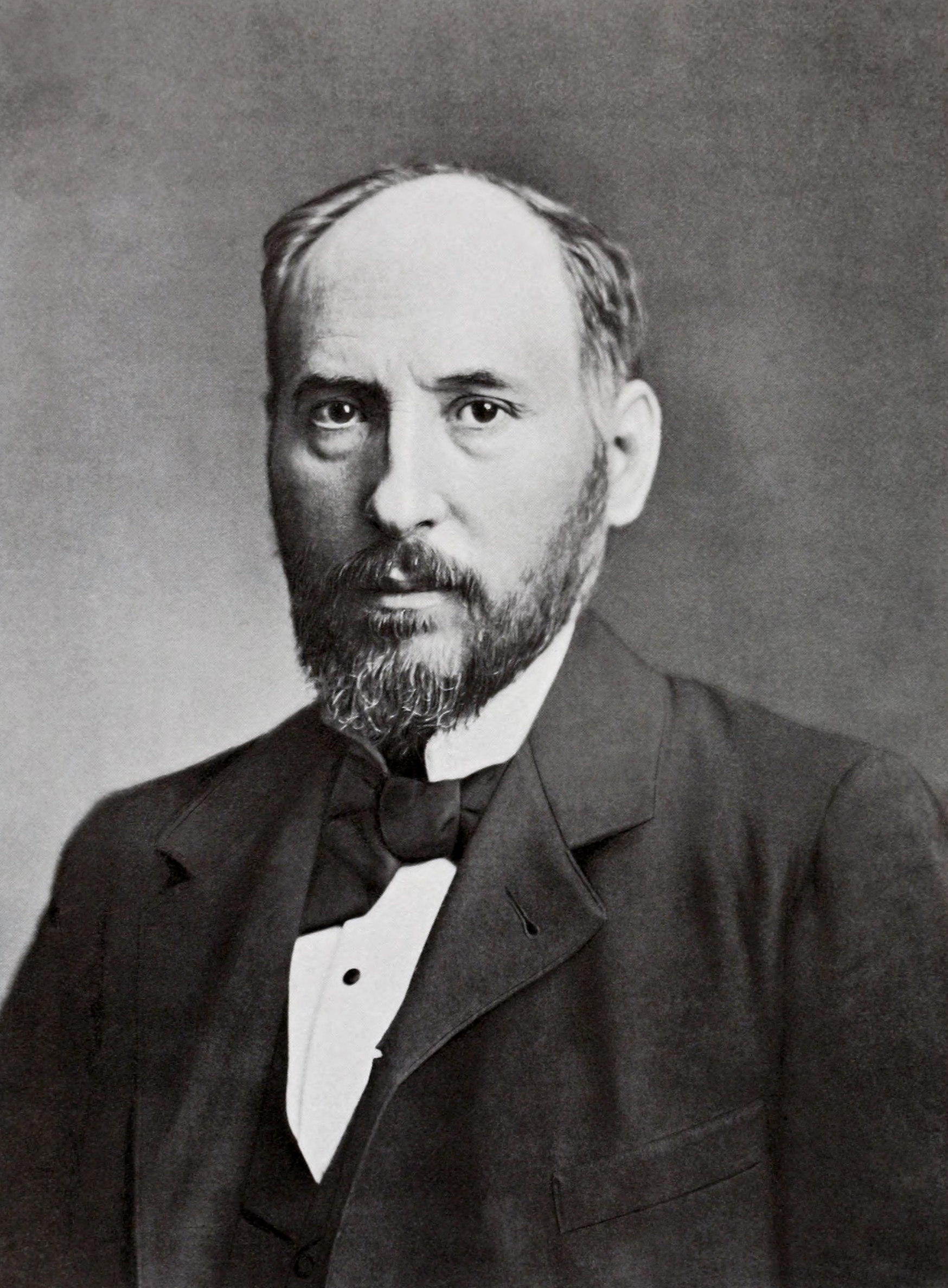
Santiago Ramón y Cajal, premio nobel de Medicina.

### Ingeniería

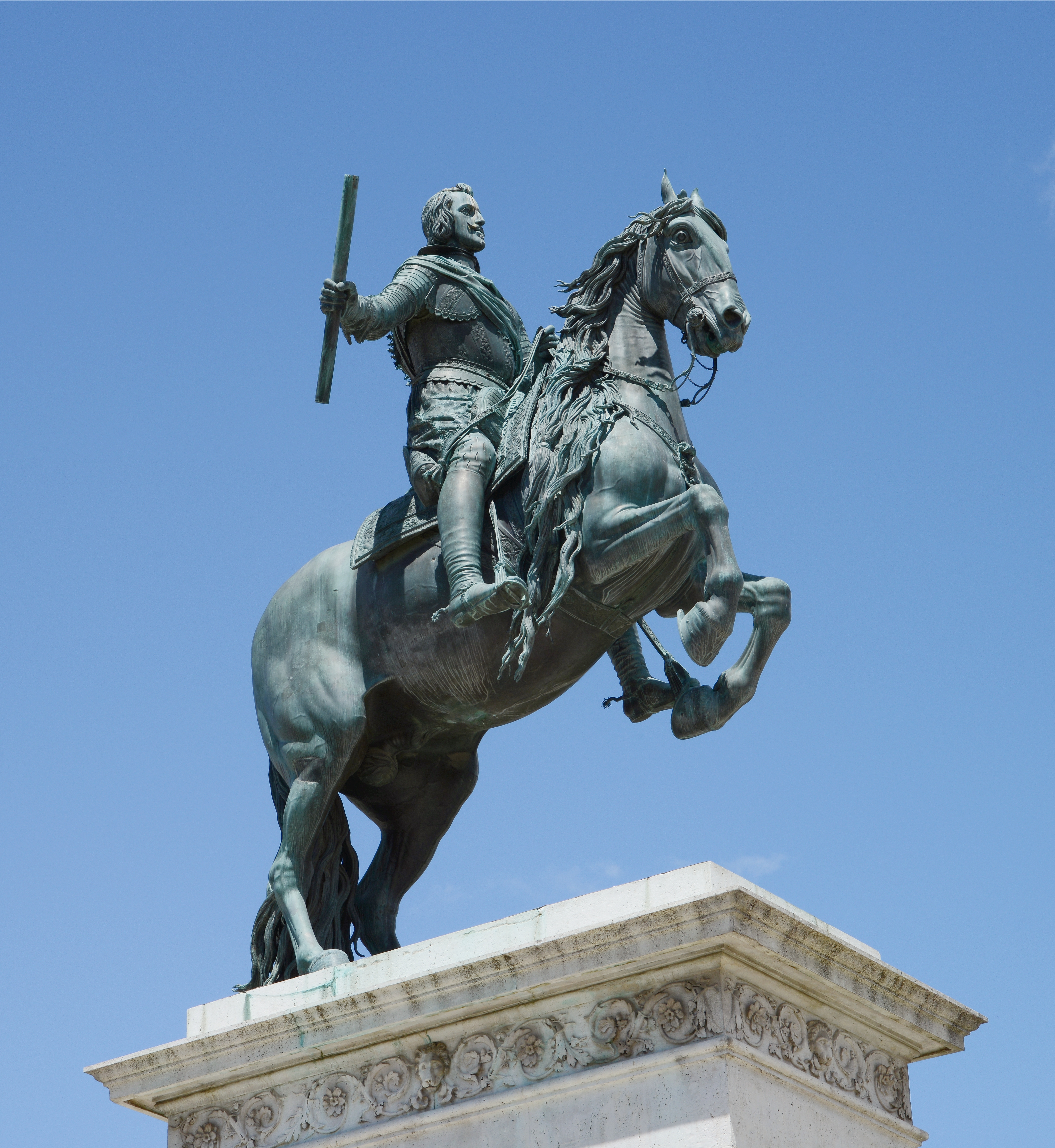
Estatua de Felipe IV de España de la Plaza de Oriente de Madrid. La obra fue realizada por el escultor Pedro Tacca con la colaboración de Diego Velázquez y Juan Martínez Montañés, contando también con el asesoramiento científico de Galileo Galilei para asegurar su equilibrio y estabilidad.

#### Hardware y electrónica

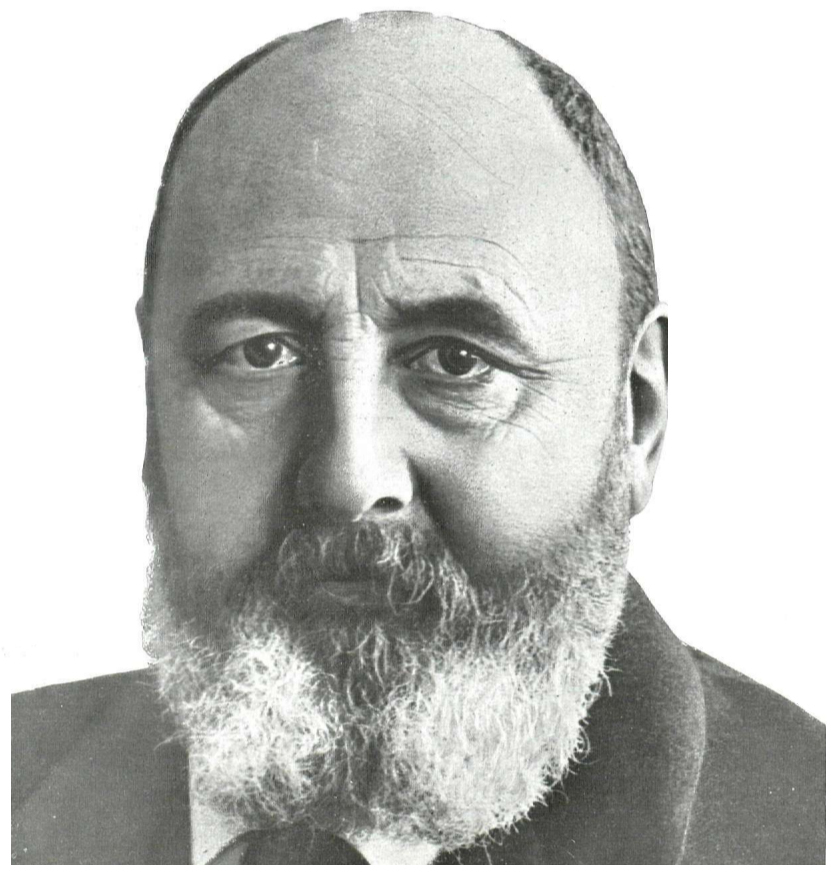
Leonardo Torres Quevedo, pionero de la informática.

## Parques Científicos y Tecnológicos

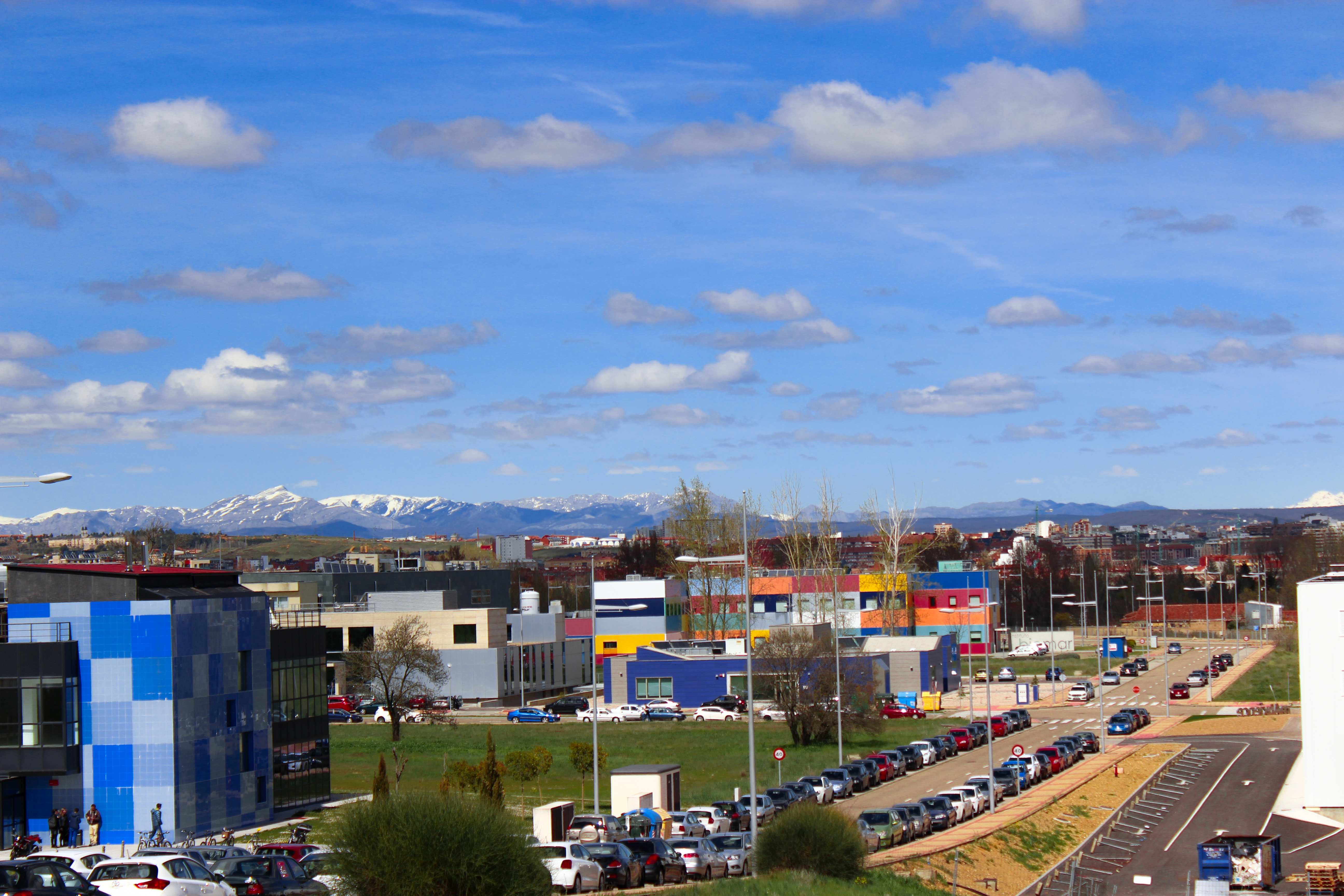
Parque tecnológico de León.